# Luba Stolarska
Luba Stolarska – polska aktorka teatralna żydowskiego pochodzenia, wieloletnia aktorka Teatru Żydowskiego w Łodzi i następnie Dolnośląskiego Teatru Żydowskiego we Wrocławiu.

## Kariera
Dolnośląski Teatr Żydowski we Wrocławiu
- 1954: Juliusz i Ethel
- 1953: Meir Ezofowicz

Teatr Żydowski w Łodzi
- 1953: Mieszczanie
- 1952: Zwykły żołnierz
- 1952: Glikl Hameln żąda
- 1952: Wzajemna miłość
- 1951: Ongiś było...
- 1951: W noc zimową
- 1951: Łutoninowie
- 1951: Dr A. Leśna
- 1950: Ludzie
- 1949: Mój syn
- 1948: Glikl Hameln żąda